# Spirostreptus sanctus
Spirostreptus sanctus är en mångfotingart som först beskrevs av Filippo Silvestri 1897.  Spirostreptus sanctus ingår i släktet Spirostreptus och familjen Spirostreptidae. Inga underarter finns listade i Catalogue of Life.